# Pop Smoke
Pop Smoke, de son vrai nom Bashar Barakah Jackson (né le 20 juillet 1999 à Brooklyn (New York) et mort assassiné le 19 février 2020 à Los Angeles), est un rappeur et auteur-compositeur-interprète américain. La carrière de Pop Smoke décolle avec la sortie de son single Welcome to the Party (en) extrait de sa première mixtape intitulée Meet the Woo sortie le 26 juillet 2019. Sa deuxième mixtape Meet the Woo 2 sort, quant à elle, sept mois plus tard le 7 février 2020.
Pop Smoke est tué à l'âge de 20 ans après avoir reçu plusieurs balles lors d'une attaque à main armée à son domicile. Son premier album posthume, Shoot for the Stars, Aim for the Moon, sort en 2020, son second album posthume, Faith (en), sort en 2021, un an et cinq mois après sa mort.

## Biographie

### Carrière
Bashar Barakah Jackson naît le 20 juillet 1999 dans l'arrondissement de Brooklyn à New York d’une mère jamaïcaine et d'un père panaméen. Il passe son enfance dans le quartier résidentiel de Canarsie. Il à un frère aîné nommé Obasi. Il jouait des tambours africains a l’église locale quand il était enfant. 
Il commence à vendre de la drogue à l'âge de 16 ans et s'achète avec cet argent une BMW Série 5. Après avoir été arrêté avec une arme sur lui, il sera contraint pendant deux ans à être placé sous résidence surveillée.
Il commence en 2018 sa carrière dans la musique en accompagnant d'autres artistes en session studio ainsi qu'en mixant des morceaux populaires provenant de New York avec un style drill. Il est parmi les premiers rappeurs à introduire le style UK drill à New York,.
En avril 2019, il publie son single Welcome to the Party (en) qui bénéficie d'une mise en avant avec l'aide de rappeurs célèbres comme A$AP Ferg et Nicki Minaj. Ce morceau est issu de sa première mixtape appelée Meet the Woo (en). Le morceau Dior (en) lui permet également de se faire connaître de façon encore plus conséquente auprès du public américain et international.
En février 2020, il annonce sa deuxième mixtape intitulée Meet the Woo 2. On retrouve[style à revoir] dans cet album des collaborations avec notamment Quavo, A Boogie wit da Hoodie ou encore Lil Tjay.
Le 3 juillet 2020 sort Shoot for the Stars, Aim for the Moon (en), un album posthume dont le producteur exécutif est le rappeur et acteur 50 Cent. Sur l'album sont présents notamment les rappeurs Lil Baby, DaBaby, Swae Lee, Quavo, Future, 50 Cent, Tyga ou encore Roddy Ricch. Il est l'artiste le plus écouté au monde sur la plateforme de streaming musicale Spotify le jour même avec 41 millions de streams.
En décembre 2020, la plateforme de musique SoundCloud déclare que Pop Smoke a été l'artiste le plus écouté sur leur site durant l'année 2020 avec un total de 191,5 millions de streams,.

### Décès
Pop Smoke est tué par balles dans la nuit du 18 au 19 février 2020 alors qu'il se trouve dans son domicile situé dans le quartier d'Hollywood Hills. D'après le site Hollywood Reporter, une première alerte aurait été donnée vers 4 h 30 du matin. Lors des faits, plusieurs personnes étaient présentes à l'intérieur de la maison pour une fête. Aucune autre victime n'a été à déplorer. D'après des sources policières transmises au site américain TMZ, deux hommes auraient tiré plusieurs coups de feu, blessant alors gravement Pop Smoke. Son corps fut par la suite transporté au centre médical Cedars-Sinaï où il sera prononcé mort quelques minutes plus tard,.
Selon d'autres sources, quatre personnes se seraient introduites dans le foyer du chanteur pendant qu'il était sous la douche. Elles l'auraient directement confronté en tentant de lui voler ses bijoux. Le chanteur se serait défendu, et l'un des agresseurs, âgé de 15 ans, lui aurait tiré trois fois dans le dos avec un Beretta 9mm. Ce décès intervient au moment où l'artiste commence à se développer de façon importante, il était présent quelques semaines plus tôt dans l'album JACKBOYS avec entre autres Travis Scott. Sa mort a affecté le mouvement drill dont il était l'une des figures ascendantes aux États-Unis.
Le 21 février 2020, le Los Angeles County Department of Medical Examiner-Coroner (en) révèle la cause de la mort de Pop Smoke. Cette dernière est survenue à la suite d'une balle qui s'est logée au niveau du torse du rappeur. Après les faits, quatre suspects auraient été aperçus en train de fuir les lieux du crime. Son corps a été inhumé dans le cimetière de Green-Wood situé à New York dans l'arrondissement de Brooklyn. En juillet 2020, cinq suspects ont été arrêtés par la police de Los Angeles,.
En septembre 2021, la tombe où repose Pop Smoke est vandalisée. La fondation Shoot for the Stars a été créée en son honneur.

## Filmographie
- 2021 : Boogie : Monk